# Forest Glen (Metro de Washington)
Forest Glen es una estación subterránea en la línea Roja del Metro de Washington, administrada por la Autoridad de Tránsito del Área Metropolitana de Washington. La estación se encuentra localizada en 9730 Georgia Avenue en Forest Glen, Maryland. La estación Forest Glen fue inaugurada el 22 de septiembre de 1990. 

## Descripción
La estación Forest Glen cuenta con 1 plataforma central. La estación también cuenta con 596 de espacios de aparcamiento y 42 espacios para bicicletas con 16 casilleros.

## Conexiones
La estación cuenta con las siguientes conexiones de autobuses: 
- Rutas del MetroBus